# Sathytes huapingensis
Sathytes huapingensis is een keversoort uit de familie van de kortschildkevers (Staphylinidae). De wetenschappelijke naam van de soort werd voor het eerst geldig gepubliceerd in 2020 door Yin en Shen.